# Gubernia kałuska
Gubernia kałuska (ros. Калужская губерния) – jednostka administracyjna Imperium Rosyjskiego i RFSRR w centralnej Rosji europejskiej, utworzona ukazem Katarzyny II z 24 sierpnia?/4 września 1776 jako namiestnictwo kałuskie, od 12 grudnia?/23 grudnia 1796 ukazem Pawła I przekształcone w gubernię. Stolicą guberni była Kaługa. Gubernia została zlikwidowana w 1929.
Gubernia była położona pomiędzy 55°23′ a 53°30′ szerokości geograficznej północnej. Graniczyła od północy z gubernią moskiewską, na wschodzie z gubernią tulską, na południu z gubernią orłowską, na zachodzie z gubernią smoleńską. Powierzchnia guberni wynosiła w 1897 – 30 929 km², ludność, według spisu powszechnego 1897 – 1 132 843 osób – Rosjan (99,4%), w tym ludność miast – 95 295.
Gubernia w początkach XX wieku była podzielona na 11 ujezdów: borowski, żyzdryński, kałuski, kozielski, lichwinski, małojarosławiecki, medyński, mieszczowski, masalski, peremyski i taruski.
Zlikwidowana postanowieniem Prezydium WCIK 12 stycznia 1929. Na terytorium historycznej guberni od 1944 istnieje obwód kałuski RFSRR, obecnie Federacji Rosyjskiej o powierzchni 29 777 km².